# Дрімлюга-лірохвіст
Дрімлюга-лірохвіст (Uropsalis) — рід дрімлюгоподібних птахів родини дрімлюгових (Caprimulgidae). Представники цього роду мешкають в Південній Америці.

## Види
Виділяють два види:
- Дрімлюга-лірохвіст колумбійський (Uropsalis segmentata)
- Дрімлюга-лірохвіст рудошиїй (Uropsalis lyra)

## Етимологія
Наукова назва роду Uropsalis походить від сполучення слів дав.-гр. ουρα — хвіст і ψαλις — ножиці.